# Christophe Dumaux
Christophe Dumaux est un contreténor français. Sa voix se situe plutôt dans l'alto, voire le contralto.

## Biographie
Il a tout d'abord pris des cours de chant et de violoncelle au Conservatoire de Châlons-en-Champagne avant d'entrer en 2000 au Conservatoire national supérieur de musique de Paris. En 2002, il commence sa carrière, en chantant le rôle d'Eustazio dans le Rinaldo de Haendel au Festival de Radio France et Montpellier. Depuis lors, il chante comme soliste avec des célèbres ensembles de musique baroque, comme le Jardin des Voix et Les Arts Florissants de William Christie, ou encore Le Concert d'Astrée de Emmanuelle Haïm et Il Combattimento Consort di Amsterdam.
En 2003, il a fait ses débuts au Spoleto Festival à Charleston avec le rôle-titre dans Tamerlano de Haendel.
En 2004, il chante au Théâtre de la Monnaie à Bruxelles, le rôle de Giuliano dans Eliogabalo de Cavalli ; à Santa Fe, le rôle de Ottone dans Agrippina de Haendel.
En 2005, à l'Opéra de Paris, il interprète Ottone dans L'incoronazione di Poppea de Monteverdi ; puis, au Festival de Glyndebourne, Tolomeo dans Giulio Cesare de Haendel.
En 2006, au Metropolitan Opera de New York, il chante Unulfo dans Rodelinda de Haendel.
En 2007, au Theater an der Wien, il interprète Tolomeo dans une nouvelle production de Giulio Cesare. Il chante ensuite, avec Jean-Claude Malgoire, le rôle-titre de Orlando, qui a fait, par ailleurs, l'objet d'un enregistrement.
En 2009, il chante dans de nouvelles productions de Partenope (Armindo) à Copenhage (enregistré sur DVD, DECCA), puis le rôle de Hamor dans Jephtha de Haendel, à l'Opéra National du Rhin. Il chante à nouveau, au Festival de Glyndebourne, dans une reprise de la production très remarquée de Giulio Cesare (sortie en DVD) ainsi qu'au Theater an der Wien, dans une nouvelle production de Death in Venice de Benjamin Britten.
En 2010, il fait ses débuts au Vlaamse Opéra dans le rôle-titre de Giasone et à l'Opéra d'Amsterdam dans Don Quichotte. Dans la saison 2010/2011 il retourne à l'Opéra de Paris pour deux nouvelles productions, Akhmatova de Bruno Mantovani et Giulio Cesare (Tolomeo). Ensuite, il reprend le rôle-titre de Giulio Cesare au Château de Versailles et en tournée en France.
En 2011, dans une nouvelle production de Giulio Cesare, il chante Tolomeo avec la soprano Natalie Dessay (Cleopatra) et le contre-ténor Laurence Zazzo (Giulio Cesare) et Cesar avec Sonya Yoncheva (Cléopatre) et Dominique Visse (Tolomeo).
En 2012, il chante le rôle de Tolomeo dans Giulio Cesare au festival de Salzbourg aux côtés de Cecilia Bartoli.
En 2013, il retourne au Metropolitan Opera de New York pour chanter le rôle de Tolomeo aux côtés de Natalie Dessay, il fait aussi ses débuts à l'opéra de Zurich, et retourne de nouveau dans la production de Giulio Cesare mis en scène par Laurent Pelly à l'opéra Garnier. Il se produit dans la nouvelle version de The Indian queen dirigée par Teodor Currentzis et Peter Sellars à la mise en scène. Cette production est donnée à Perm (Russie) ainsi qu'au Teatro Real de Madrid (DVD Sony).
En 2014, il chante son premier rôle Mozartien : Farnace dans Mitridate (DVD Erato), et entame une tournée de concert avec la soprano Natalie Dessay et Emmanuelle Haïm.
En 2015, il retourne à la Monnaie ainsi qu'à Amsterdam pour chanter le rôle de Tamerlano (DVD Alpha). Il retourne aux côtés de Natalie Dessay et d'Emmanuelle Haïm dans un programme consacré à Jules César à Los Angeles. Il fait ses débuts dans un opéra de Vivaldi : La verità in ciment à l'Opernhaus (Zurich). Il termine sa saison en chantant le rôle d'Ottone dans L'incoronazione di Poppea au Theater an der Wien. Il collabore aussi avec Yannick Nézet-Séguin lors d'un Messie de Haendel à Philadelphie.
2016 lui permet de retrouver le personnage de Farnace dans le Mitridate de Mozart au Théâtre des Champs-Élysées (DVD Erato). Il se produit aussi en récital à Québec avec Bernard Labadie et son orchestre Les Violons du Roy, et reprend son rôle dans le Indian Queen de Purcell lors d'une tournée européenne. 
Il chante pour la première fois le rôle de Polinesso dans l'Ariodante de Haendel à l'opéra de Lausanne.
En 2017, il reprend le rôle de Polinesso à Stuttgart, mais aussi au Festival de Salzbourg aux côtés de Cecilia Bartoli, Sandrine Piau, Rolando Villazón (DVD Unitel). Il termine l'année 2017 avec la reprise d'Il ritorno d'Ulisse in patria au Staatsoper d'Hamburg et le Messie de Haendel à Montréal dirigé par Yannick Nézet-Séguin.
Il fait ses débuts au Staatsoper de Vienne en 2018 dans le rôle de Polinesso dans l’Ariodante de Haendel sous la direction de William Christie mis en scène par David McVicar.
2019 est l’année de ses débuts à la Scala de Milan où il reprend le rôle de Tolomeo dans une mise en scène de Robert Carsen. Il obtiendra d’ailleurs le prix de la critique italienne grâce à cette incarnation. 
En 2020, son premier disque solo Haendel Arias (live) consacré à Haendel est publié. 
2021 est l’année de ses débuts au Bolchoï où il incarne un de ses rôles fétiches : Polinesso. Cette année sera marquée par ses adieux au rôle de Tolomeo qu’il donnera au Theater an der Wien, rôle qu’il aura chanté plus de 150 fois.

## Discographie
- Haendel : Rinaldo, avec Vivica Genaux, Miah Persson, James Rutherford, Inga Kalna, Lawrence Zazzo, Dominique Visse, direction : René Jacobs, orchestre Freiburger Barockorchester - CD 2003, label : Harmonia Mundi
- Haendel : Giulio Cesare, avec Sarah Connolly, Christopher Maltman, Patricia Bardon, Angelika Kirchschlager, Danielle de Niese, Rachid Ben Abdeslam, direction : William Christie, orchestre : Orchestra of the Age of Enlightenment, Glyndebourne Festival Chorus - DVD 2006, label : BBC/Opus Arte
- Haendel : Partenope, avec Andreas Scholl, Inger Dam Jensen, Tuva Semmingsen, Lars Ulrik Mortensen - DVD - label : Decca
- Haendel : Orlando, avec Elena de la Merced, John Michael Fumas, Rachel Nicholls, Alain Buet, direction : Jean-Claude Malgoire, orchestre : La Grande Écurie et la Chambre du Roy
- Purcell : O Solitude, avec Andreas Scholl, Accademia Bizantina - CD Label : Decca
- Cavalli : Giasone, direction : Federico Maria Sardelli, avec Katarina Bradic, Robin Johannsen, Josef Wagner, Filippo Adami, Yaniv d’Or, Angélique Noldus, Andrew Ashwin - DVD et CD, label Dynamics
- Haendel : Giulio Cesare, avec Natalie Dessay, Lawrence Zazzo, Isabel Léonard, Nathan Berg, Varduhi Abrahamyan, Dominique Visse, Aimery Lefèvre, direction : Emmanuelle Haim, Le Concert d'Astrée - mise en scène : Laurent Pelly - DVD label : Virgin Classics
- Jean-Sébastien Bach : avec Ophélie Gaillard, Sandrine Piau, Emiliano Gonzalez Toro - Aparté
- Pergolesi :  Septem verba a Christo in cruce moriente prolata / Seven Last Words of Christ on the Cross, direction : René Jacobs, avec Sophie Karthäuser, Julien Behr, Konstantin Wolff, direction : René Jacobs, Akademie für Alte Musik Berlin - Harmonia Mundi
- Purcell : The Indian Queen, avec Peter Sellars, Teodor Currentzis - DVD Sony
- Haendel : Tamerlano, avec Jeremy Ovenden, Delphine Galou, direction : Christophe Rousset, Les Talens Lyriques - DVD Double Alcina/Tamerlano - label Alpha
- Mozart : Mitridate, re di Ponto, avec Sabine Devieilhe, Michael Spyres, Patricia Petibon, Myrtò Papatanasiu, Cyrille Dubois, direction : Emmanuelle Haïm, Le Concert d'Astrée - DVD 2017 - Erato (label)
- Haendel : Giulio Cesare, avec Cecilia Bartoli, Andreas Scholl, Philippe Jaroussky, Anne Sofie von Otter
- Haendel : Arias, Festspiele Orchester Goettingen, avec Lawrence Cummings - label Accent
- Haendel : Ariodante, avec Cecilia Bartoli, Kathryn Lewek, Sandrine Piau, Rolando Villazón,  Christoph Loy - label Unitel